# Волонтёрство в Азербайджане
Волонтёрство в Азербайджане зародилось не так давно. В 2009 был принят закон, направленный на развитие волонтёрской деятельности в стране. С того момента Баку — столица Азербайджана — стала не только местом проведения международных конференций, но и центром организаций различных волонтёрских проектов.
Количество добровольцев в Азербайджане растёт с каждым годом. В масштабных проектах, таких как Европейские игры и Игры исламской солидарности, принимает участие более 10 тысяч волонтёров.

## Общественное объединение добровольцев Азербайджанской республики
На данный момент существует более 300 негосударственных молодёжных организаций, которые осуществляют подготовку будущих волонтёров. Одним из таких учреждений является Общественное объединение добровольцев Азербайджанской республики, основанное в 2000 году. Целями данной организации являются:
- Развитие волонтёрской деятельности;

- Защита уязвимой части населения;

- Разрешение социальных и экологических проблем;

- Продвижение демократии в Азербайджане путем просвещения населения в области прав человека;

- Пропаганда здорового образа жизни и борьба с наиболее распространёнными заболеваниями, такими как ВИЧ, СПИД и т. д.;

- Защита национальных и моральных ценностей.[3]

## I Форум студентов-волонтёров
14 декабря 2015 года при поддержке министерства образования Азербайджанской Республики в Баку был проведён первый форум студентов-волонтёров. Целью данного мероприятия выступала популяризация волонтёрского движения.
В форуме приняли участие руководитель отдела гуманитарной политики аппарата президента Фатма Абдуллазаде, министр образования Микаил Джаббаров, министр молодёжи и спорта Азад Рагимов, депутаты, ректоры университетов, а также более 400 студентов из 16 университетов. Они обсудили проблемы и динамику развития волонтёрской деятельности в стране.
Кроме того состоялась презентация программы студентов-волонтёров «BIR», которая является пилотным проектом, охватывающим 10 высших учебных заведений в Баку, Сумгаите и Гяндже.
В рамках этой программы студенты участвуют в волонтёрской деятельности по шести различным направлениям, соответствующим модели «реальной студенческой жизни».

## Волонтёрство на Европейских играх
Европейские игры состоялись в столице Азербайджана в июне 2015 года. Это было масштабное событие, в котором участвовало более 10 000 волонтёров со всех уголков планеты.
Добровольцы на Европейских играх были известны как Хранители огня.
Это название символизировало тепло и гостеприимство азербайджанцев, а также показывало, что волонтёры сыграли большую роль в организации данного мероприятия.
В 320 спортивных секциях, на 20 площадках Хранители огня встречали гостей и спортсменов, организовывали мероприятия и сопровождали представителей СМИ.

## Волонтёрство на IV Исламских играх солидарности
Около 13 000 добровольцев подали заявки на участие в IV Исламских играх солидарности, которые проходили в Баку в мае 2017 года. Все зарегистрированные кандидаты были приглашены на собеседование в Центр волонтёров Азербайджанской государственной академии физической культуры и спорта с 7 ноября 2016 года по 16 февраля 2017 года.
18 февраля 2017 года в рамках партнерства Операционного комитета Игр исламской солидарности и компании BP была запущена Программа по развитию волонтёров «Светлое будущее».
Основная цель программы — дать волонтёрам возможность сделать успешную карьеру в будущем и помочь в достижении их жизненных целей.
В программе было 3 основных направления:
- Подготовка волонтёров Баку-2017 к четвертым Играм исламской солидарности.

Этап подготовки к 4-м Играм исламской солидарности начался 21 февраля 2017 года. До апреля волонтёры, успешно прошедшие собеседование, должны были завершить обучение на тренингах «Ориентация», «Роли» и «Место проведения».
- Личностный рост и профессиональное развитие волонтеров

Начиная с 18 февраля, волонтёры участвовали в тренингах по различным социальным навыкам, таким как общение, ораторское искусство, лидерство, менеджмент, карьера и язык тела .
- Социальная деятельность

В период подготовки к Играм волонтёры участвовали в нескольких общественных мероприятиях.

## Волонтёрство в сфере экологии
Ежегодно более 10 лет проводится мероприятие с участием волонтёров «Защитим Каспий» по очистке прибрежной зоны Каспийского моря. В акции участвуют более 1 000 волонтёров.
Данные об очистке территории отправляются в международную экологическую организацию Ocean Conservancy, которая формирует международный отчёт по странам.